# Campeonato Europeu de Halterofilismo de 1947
O 27º Campeonato Europeu de Halterofilismo foi realizado em Helsinki, na Finlândia entre 1 a 3 de julho de 1947. Foram disputadas seis categorias.

## Medalhistas
| Evento                | Ouro                             | Ouro     | Prata                              | Prata    | Bronze                             | Bronze   |
| --------------------- | -------------------------------- | -------- | ---------------------------------- | -------- | ---------------------------------- | -------- |
| Galo (56 kg)          | Ivan Azdarov · União Soviética   | 292,5 kg | Alexandr Donskoi · União Soviética | 282,5 kg | Henri Moulins · França             | 272,5 kg |
| Pena (60 kg)          | Arvid Andersson · Suécia         | 320,0 kg | Yevgueni Lopatin · União Soviética | 310,0 kg | Moisei Kasianik · União Soviética  | 310,0 kg |
| Leve (67,5 kg)        | Israil Mejanik · União Soviética | 330,0 kg | Gueorgui Popov · União Soviética   | 330,0 kg | Lauri Kinnunen · Suécia            | 315,0 kg |
| Médio (75 kg)         | Nikolai Shatov · União Soviética | 367,5 kg | Alexandr Bozhko · União Soviética  | 355,0 kg | Georges Firmin · França            | 340,0 kg |
| Meio-pesado (82,5 kg) | Grigori Novak · União Soviética  | 410,0 kg | Juhani Vellamo · Finlândia         | 365,0 kg | Laftula Kashayev · União Soviética | 360,0 kg |
| Pesado (+ 82,5 kg)    | Yakov Kutsenko · União Soviética | 432,5 kg | Niels Petersen · Dinamarca         | 377,5 kg | Nikolai Laputin · União Soviética  | 377,5 kg |

## Quadro de medalhas
| Ordem | País            | Medalha de ouro | Medalha de prata | Medalha de bronze | Total |
| ----- | --------------- | --------------- | ---------------- | ----------------- | ----- |
| 1     | União Soviética | 5               | 4                | 3                 | 12    |
| 2     | Suécia          | 1               | 0                | 1                 | 2     |
| 3     | Dinamarca       | 0               | 1                | 0                 | 1     |
| 3     | Finlândia       | 0               | 1                | 0                 | 1     |
| 5     | França          | 0               | 0                | 2                 | 2     |
| Total | Total           | 6               | 6                | 6                 | 18    |